# Wilhelm von Waldenfels (General)
Wilhelm Christian Eberhard Freiherr von Waldenfels (* 5. Juli 1853 in Bayreuth; † 4. Dezember 1936 ebenda) war ein bayerischer Generalleutnant.

## Leben

### Herkunft
Wilhelm entstammte dem Ast Ober-Rößlau, II. Linie des fränkischen Adelsgeschlechts Waldenfels. Er war der Sohn des bayerischen Majors Otto von Waldenfels (1811–1869) und dessen Ehefrau Thekla, geborene von Flotow (1828–1885).

### Militärkarriere
Waldenfels besuchte das Kadettenkorps in München und trat am 12. Februar 1871 als Offizieraspirant I. Klasse in das 1. Artillerie-Regiment „Prinzregent Luitpold“ der Bayerischen Armee ein. Zwei Monate später folgte seine Versetzung in das 2. Artillerie-Regiment „von Brodeßer“, in dem er Ende November 1871 zum Unterleutnant avancierte. Von Anfang August 1876 bis Ende November 1878 war Waldenfels Adjutant der I. Abteilung, wurde anschließend zum 2. Fußartillerie-Regiment versetzt und stieg Anfang Oktober 1881 zum Regimentsadjutanten auf. Von 1882 bis 1885 absolvierte er die Kriegsakademie, die ihm die Qualifikation für die Höhere Adjutantur und das Lehrfach (Artillerie-Wissenschaften) aussprach. Zwischenzeitlich zum Premierleutnant befördert, wurde Waldenfels Ende November 1887 unter Stellung à la suite seines Regiments zur Inspektion der Artillerie und des Trains kommandiert. Nach seiner Beförderung zum Hauptmann trat er am 1. April 1889 mit der Ernennung zum Kompaniechef in den Truppendienst zurück. Unter Stellung à la suite war er vom 24. April 1892 bis zum 16. Mai 1896 zweiter Artillerieoffizier vom Platz in Ingolstadt und rückte anschließend als Major zum etatmäßigen Stabsoffizier in seinem Regiment auf. Unter erneuter Stellung à la suite wurde Waldenfels am 23. Dezember 1898 zum Direktor der Oberfeuerwerkerschule ernannt und in dieser Eigenschaft am 7. März 1900 zum Oberstleutnant befördert. Am 26. Dezember 1900 erfolgte seine Ernennung zum Inspekteur der Technischen Institute. Unter Verleihung des Charakters als Oberst wurde Waldenfels am 16. Februar 1902 mit der gesetzlichen Pension und der Berechtigung zum Tragen seiner Uniform aus dem Dienst verabschiedet und am 18. Dezember 1903 zum Kommandanten des Truppenübungsplatzes Hammelburg ernannt. In dieser Eigenschaft erhielt er am 8. Mai 1906 den Charakter als Generalmajor. Am 16. Dezember 1908 wurde Waldenfels von seiner Stellung entbunden und einen Tag später durch Prinzregent Luitpold mit dem Militärverdienstorden II. Klasse ausgezeichnet.
Mit der Mobilmachung anlässlich des Ersten Weltkriegs wurde Waldenfels als z.D.-Offizier wieder verwendet. Er fungierte als Inspekteur der Landwehr-Inspektion Nürnberg und war bis zum 14. November 1914 zugleich Kommandeur der stellvertretenden 9. Infanterie-Brigade. Anschließend wurde er Inspekteur der Landsturm-Inspektion sowie der Landwehr-Inspektion Nürnberg, erhielt in dieser Eigenschaft das Eiserne Kreuz II. Klasse und am 22. Juni 1915 das Patent zu seinem Dienstgrad. Nach dem Waffenstillstand von Compiègne wurde er am 12. Dezember 1918 von seiner Kriegsverwendung enthoben. Am 14. Februar 1920 erhielt Waldenfels den Charakter als Generalleutnant.

### Familie
Waldenfels hatte sich am 20. Oktober 1888 in Wiesbaden mit Agnes von Rex (* 1863), einer Tochter des preußischen Generalleutnants Rudolf von Rex, verheiratet. Aus der Ehe gingen drei Söhne hervor:
- Otto (1889–1974), Staatsarchivdirektor und 1947/54 Leiter des Bayerischen Kriegsarchivs ⚭ 1918 Erika Tappeiner Edle von Tappein (1895–1962), Tochter der Mediziners Hermann von Tappeiner[3]
- Egon (* 1890), deutscher Rittmeister
- Rudolf (1895–1969), deutscher Generalleutnant und Springreiter